# Mogenstrup (Holstebro Kommune)
 For alternative betydninger, se Mogenstrup. (Se også artikler, som begynder med Mogenstrup)
Mogenstrup er en landsby i det nordlige Vestjylland med 213 indbyggere i byområdet (2023). Mogenstrup er beliggende 13 kilometer øst for Vinderup og 14 kilometer syd for Skive.
Byen ligger i Region Midtjylland og hører til Holstebro Kommune. Mogenstrup er beliggende i Sevel Sogn. Landsbyen har tidligere haft såvel egen købmand som skole, som dog i dag er lukket, efter at man i byen forsøgte sig med en friskoleordning. Friskolen måtte dog også lukke i 2015.
Landsbyen har en aktiv idrætsforening, daginstitutioner og et fælleshus.